# Болотные солдаты (песня)
Болотные солдаты (нем. Die Moorsoldaten) — одна из самых известных протестных песен Европы, написанная и впервые исполненная в концентрационном лагере нацистской Германии «Бёргермор» (Börgermoor), расположенного на территории Нижней Саксонии неподалёку от города Папенбург. В 1933 году в лагерь было заключено около 1000 узников — в основном представителей левых партий, коммунистов и социал-демократов, которых обвиняли в организации поджога Рейхстага. Лагерь находился в болотистой местности, и узникам приходилось копать рвы для осушения болот. Охрана же лагеря, состоявшая из отрядов СА и позже СС, заставляла узников петь, возвращаясь с работы — чтобы они продемонстрировали, так сказать, «бодрость духа». Авторами слов были шахтёр Йоганн Эссер и театральный режиссёр Вольфганг Лангхофф. Лангхофф вспоминал, что однажды к нему подошёл рабочий Эссер и показал свое сочиненное стихотворение из шести строф, спрашивая мнения более образованного товарища. Лангхофф обработал стихотворение, придал ему форму, написал рефрен и решил, что из этого может получиться лагерная песня. Существует множество вариаций текста на различных европейских языках.

## Текст песни
Буквальный перевод полного текста песни.
| Die Moorsoldaten Wohin auch das Auge blicket. Moor und Heide nur ringsum. Vogelsang uns nicht erquicket. Eichen stehen kahl und krumm. Wir sind die Moorsoldaten und ziehen mit den Spaten ins Moor. Wir sind die Moorsoldaten und ziehen mit den Spaten ins Moor. Hier in dieser öden Heide ist das Lager aufgebaut, wo wir fern von jeder Freude hinter Stacheldraht verstaut. Wir sind die Moorsoldaten etc Morgens ziehen die Kolonnen in das Moor zur Arbeit hin. Graben bei dem Brand der Sonne, doch zur Heimat steht der Sinn. Wir sind die Moorsoldaten etc Heimwärts, heimwärts jeder sehnet, zu den Eltern, Weib und Kind. Manche Brust ein Seufzer dehnet, weil wir hier gefangen sind. Wir sind die Moorsoldaten etc Auf und nieder geh´n die Posten, keiner, keiner kann hindurch. Flucht wird nur das Leben kosten, vierfach ist umzäunt die Burg. Wir sind die Moorsoldaten etc Doch für uns gibt es kein Klagen, ewig kann nicht Winter sein, einmal werden froh wir sagen: Heimat du bist wieder mein. Dann zieh´n die Moorsoldaten nicht mehr mit den Spaten ins Moor. Dann zieh´n die Moorsoldaten nicht mehr mit den Spaten ins Moor | Дословный перевод Везде, куда ни глянь, болото и пустошь вокруг. Пение птиц нас не радует. Дубы стоят голые и кривые. Мы болотные солдаты Мы тянемся с лопатами в болото. Мы болотные солдаты Мы тянемся с лопатами в болото. Здесь, в этой бесплодной болотине, Построен лагерь, куда нас далеко от всякой радости разместили за колючей проволокой. Мы болотные солдаты… По утрам колонны тянутся на работы в болото. Копаем под палящим солнцем, Но все же, мысленно мы дома. Мы болотные солдаты… Всем не терпится на родину к родителям, жене и детям. Вздохи издаются из груди, оттого что мы здесь заключены. Мы болотные солдаты… Вверх-вниз ходят часовые Никому-никому не возможно бежать. Побег будет стоить жизни. Крепость четырежды огорожена. Мы болотные солдаты… Однако мы не сетуем, зима не может быть бесконечной. Когда-нибудь мы радостно скажем, наш дом принадлежит снова нам. Тогда болотные солдаты больше никогда не пойдут в болото с лопатами. Тогда болотные солдаты больше никогда не пойдут в болото с лопатами. | Русский песенный перевод Нас не тешат птичьи свисты, Здесь лишь топь да мокрый луг, Да молчащий лес безлистый, Как забор, торчит вокруг. Солдат болотных рота, С лопатами в болота — идем. Солдат болотных рота, С лопатами в болота — идем. Здесь бесплодное болото, И построен лагерь наш, Мы в дали от счастья снова, Разместил колючкой страж. Солдат болотных рота… Утром тянутся колонны, На работы средь болот, Под палящим солнцем стоны, Мысль к Родине встаёт. Солдат болотных рота… Скоро, скоро все вернутся, К женам, детям, матерям, Вздохи грудью издаются, В заточеньях плохо нам. Солдат болотных рота… Мы застряли безвозвратно, За побег ты жизнь отдашь, Обведен четырехкратно, Частоколом лагерь наш. Солдат болотных рота… Не томись тоской бесплодной, Ведь не вечен снег зимы, Будет родина свободной, Будем с ней свободны мы! Болотные солдаты, В болото мы лопаты — швырнем! Болотные солдаты, В болото мы лопаты — швырнем! |

Звукозаписи
- (нем.) Die Moorsoldaten Thirty versions from Emsland Concentration Camp and Prisoner of War Camp Museum (also Stalag VI B Neu Versen and VI C Bathorn with subcamps

## Известные исполнители песни
- Вадер, Ханнес
- Эрнст Буш